# Melanie Nicholls-King
Melanie Nicholls-King (...) è un'attrice canadese.

## Biografia
Ha interpretato Cheryl nella serie drammatica The Wire, e l'agente Noelle Williams nella serie Rookie Blue. È sposata e ha un figlio.

## Filmografia

### Cinema
- Per legittima accusa (Guilty as Sin), regia di Sidney Lumet (1993)
- Mercy - Senza pietà (Mercy), regia di Damian Harris (2000)
- Maple - cortometraggio (2001)
- Al ritmo del ballo (How She Move), regia di Ian Iqbal Rashid (2007)
- Chains - cortometraggio (2009)
- In Between Life - cortometraggio (2011)
- Elijah the Prophet - cortometraggio (2012)
- St. Vincent, regia di Theodore Melfi (2014)
- Matrimonio a Long Island (The Week Of), regia di Robert Smigel (2018)
- Le parole che voglio dirti (A Journal for Jordan), regia di Denzel Washington (2021)
- Echo Valley, regia di Michael Pearce (2025)

### Televisione
- Street Justice - serie TV, 2 episodi (1992-1994)
- The Babymaker: The Dr. Cecil Jacobson Story - film TV (1994)
- Kung Fu: la leggenda continua - serie TV, 1 episodio (1994)
- A Vow to Kill - film TV (1995)
- Rude (1995)
- Forever Knight - serie TV, 1 episodio (1995)
- Skin Deep (1995)
- Closer and Closer - film TV (1996)
- The Defenders: Choice of Evils - film TV (1998)
- A Cool, Dry Place (1998)
- Goosebumps - serie TV, 3 episodi (1998)
- Animorphs - serie TV, 1 episodio (1998)
- Highlander: The Raven - serie TV, 2 episodi (1998)
- Traders - serie TV, 18 episodi (1998-2000)
- The Famous Jett Jackson - serie TV, 2 episodi (1998-2001)
- Deep in the City - serie TV, 2 episodi (1999)
- Summer's End - film TV (1999)
- Coming Unglued - film TV (1999)
- Il colore dell'amicizia (The Color of Friendship), regia di  - film TV (2000)
- Catch a Falling Star - film TV (2000)
- Dear America: When Will This Cruel War Be Over? – film TV (2000)
- One Kill - film TV (2000)
- Jett Jackson: The Movie, regia di Shawn Levy – film TV (2001)
- Little Bill - serie TV, 1 episodio (2001)
- Questa è la mia famiglia (What Makes a Family), regia di Maggie Greenwald - film TV (2001)
- Doc - serie TV, 2 episodi (2001, 2004)
- Society's Child - film TV (2002)
- Law & Order - serie TV, 1 episodio (2002)
- Law & Order: Criminal Intent - serie TV, 1 episodio (2002)
- La vendetta di Diane (False Pretenses), regia di Jason Hreno – film TV (2004)
- Squadra emergenza (Third Watch) - serie TV, 1 episodio (2004)
- Deacons for Defense - Film TV (2005)
- The Wire - serie TV, 15 episodi (2002-2008)
- Law & Order - Unità vittime speciali (Law and Order: SVU) - serie TV, 2 episodi (2003, 2008)
- Fear Itself - serie TV, 1 episodio (2009)
- Cupid - serie TV, 1 episodio (2009)
- Una vita da vivere (One Life to Live) - serial TV, 7 puntate (2009-2010)
- Rookie Blue - serie TV, 41 episodi (2010-2015)
- Your Honor – serie TV, 3 episodi (2020)
- The Gilded Age – serie TV, episodi 2x06-2x07-2x08 (2023)
- FBI: Most Wanted – serie  TV, episodi 5x07-5x12 (2024)

## Doppiatrici italiane
Nelle versioni in italiano delle opere in cui ha recitato, Melanie Nicholls-King è stata doppiata da:
- Emanuela Baroni in Billions, FBI: Most Wanted
- Laura Romano in The Wire
- Lucia Valenti in Rookie Blue
- Irene Di Valmo in Blue Bloods
- Valeria Perilli in NCIS: New Orleans
- Monica Bertolotti in Your Honor